# Gresini Racing
A Gresini Racing egy motorkerékpárcsapat, amely jelenleg a MotoGP-ben versenyez, San Carlo Honda Gresini név alatt.
A csapatot 1997-ben alapították, amikor Fausto Gresini, egy sikeres karrier után, 125 cm3-es pilótaként, két világbajnoki címmel visszavonult a versenyezéstől és elindította a saját csapatát.
1997-ben egy Honda NRS motorkerékpárral és Alex Barrosszal a csapat szerzett egy dobogós helyet. A csapat leszerződött Alex Barros-szal 1998-ra és megkapta a Honda NSR500-at Hondától.
2000-ben a csapat Daijiro Kato-val és az új Honda NSR 250-nel belépett a 250 cm3-es bajnokságba. 2001-ben Daijiro megnyerte a bajnoki címet és 2002-ben a csapat Telefonica Movistar Hondaként, Kato-t pilótaként alkalmazva visszatért MotoGP-hez és az év vége felé kaptak az új Honda RC211V-ből egy példányt. A 2003-as bajnokság Daijiro Kato halálával kezdődött, ezért tiszteletből a csapat, Kato emlékére a 74-est számozta a csapatba logójába. A csapat másik pilótája, Sete Gibernau, 4 versenyen szerzett győzelmet, és a bajnokságban a második helyet, amiket az elhunyt csapattársának szentelt.
2004-ben a spanyol harcolt a bajnoki címért, de nem érte el. Csapattársa, Colin Edwards, ötödikként végzett. Sete Gibernau a 2005-ös szezontól más csapatnál indult, és így szerződtették Marco Melandrit, aki két versenyt nyert.
2006-ban a csapatot Marco Melandri és Toni Elias képviselte. 4 győzelmet arattak, 3-at Marco Melandri ért el, 1-et Toni Elias. Mindkét pilóta 2007-ben a csapattal maradt, bár elvesztették a Telefonica Movistar támogatását. A csapat szintén változott, és  gumiszállítóként a Bridgestone-t szerződtették. Az újak 800 cm3-es kategóriában, a Honda RC212V nem kézbesített eredményeket,  a csapat csupán 2 dobogóval fejezte be az évet.
2008-tól új főszponzor, a San Carlo, és két új pilóta, Alex de Angelis és Nakano Sinja csatlakozott. 2009-ben a japán helyére Toni Elias tért vissza.